# Takiap
Takiap er en forhenværende hjemmeværnskutter. Den er bygget i eg på med svagt udfaldene stævn og elliptisk hæk.
Skibet sejlede som fiskefartøj under navnet 'Jonna' med fiskerinummer S 138 frem til 1942, da det blev udlejet til Søtransportvæsenet, og fik betegnelsen P 33. Det blev året efter overtaget af Kriegsmarine og anvendt som arbejdsbåd.
I 1945 overgik skibet til Søværnet som P 33, senere Y 357. Fra 1957 var skibet en del af Marinehjemmeværnets flotiller, først 313 Svendborg, senere 319/361 Isefjord. Ved overgangen til Hjemmeværnet, gennemgik skibet en hovedreparation og fik blandt andet nyt styrehus. Skibet fik nyt Alpha-maskineri i 1968, erstattet i 1985 med en Grenaa Diesel.
I 1988 fik skibet navnet 'Crux', og sejlede sit sidste togt i 2003, for to år senere at blive solgt til rekreative formål.